# Светла Василева (блогър)
Светла Василева е българска публицистка и блогър.

## Биография
Родена е на 1 април 1964 г. в Плевен. Възпитаничка е на Софийския университет „Св. Климент Охридски“ и на Педагогическия университет „А. И. Херцен“ в Санкт Петербург.
Работи за кратко в Научноизследователския институт по образованието към Министерството на образованието в София.
Автор е на дисертационен труд на тема „Приобщаване на децата от предучилищна възраст към общочовешките нравствени ценности“. Съавтор на „Концепция за развитие на общественото предучилищно възпитание в България“, „Концепция за социализация на деца от ромски произход в неравностойно социално положение“ (под егидата на УНИЦЕФ), „Бяла книга за Правец“ (2010 г.) и на книгата „Правец. Хрониките на частния град“ (2011 г.).
Автор е също на десетки статии по актуални проблеми на обществения живот в годините на преход на България към демокрация и пазарна икономика, публикувани в български и чужди интернет и печатни медии (в това число издания на Европейския съюз), както и в личния ѝ блог.
Информация от есето ѝ за частните градове на България (2008 г.) влиза в книгата „Новите български демони“ на германския разследващ журналист Юрген Рот от 2008 г.
Като гост на сутрешното предаване „Здравей, България“ на Нова телевизия на 14 ноември 2008 г. тя посочва Правец като „Първи частен град“ от ефира на медията, което става повод за скандалното уволнение на журналиста Георги Коритаров.
Съучредителка е на няколко сдружения с идеална цел.
През 2014 г. получава „Златен ключ“ в категория „Журналистика“ – годишна награда на Програма Достъп до информация, давана за принос в свободата на информацията.
От 2017 г. е експерт в екипа на президента Румен Радев.